# Biệt thự La Roche
Biệt thự La Roche hay Nhà La Roche là một ngôi nhà nằm ở Paris được thiết kế bởi Le Corbusier và Pierre Jeanneret vào năm 1923-1925. Nó được thiết kế cho Raoul La Roche, một chủ ngân hàng Thụy Sĩ và nhà sưu tập nghệ thuật tiên phong. Ông đã ủy quyền cho Le Corbusier xây dựng một biệt thự cũng như một phòng trưng bày nghệ thuật cho các tác phẩm mà ông sưu tập được.
Biệt thự La Roche hiện nay là một bảo tàng, và là trụ sở của tổ chức Fondation Le Corbusier, một quỹ nhằm tôn vinh những đóng góp của Le Corbusier. Vào tháng 7 năm 2016, nó cùng với nhiều công trình khác trên khắp thế giới của Le Corbusier đã được công nhận là Di sản thế giới của UNESCO.

## Mô tả
La Roche cùng với Jeanneret là cặp biệt thự liền kề, một trong ba công trình của Le Corbusier tại Paris. Năm 1928, Le Corbusier và Perriand hợp tác về thiết kế đồ nội thất, và nó được thực hiện lần đầu tiên tại La Roche. Đó là ba chiếc ghế thép hình ống mạ crôm được thiết kế cho hai dự án của ông, đó là La Roche và một vọng lâu tại Nhà thờ Barbara và Henry.
Nhà La Roche bây giờ là một bảo tàng chứa khoảng 8.000 bản vẽ, nghiên cứu và kế hoạch ban đầu của Le Corbusier (phối hợp với Pierre Jeanneret từ 1922 đến 1940), cũng như khoảng 450 bức tranh, 30 bức vẽ trên men, 200 tác phẩm trên giấy và một bộ sưu tập khá lớn các tài liệu lưu trữ bằng văn bản và ảnh. Nó được mô tả như là bộ sưu tập bản vẽ lớn nhất thế giới của Le Corbusier. Hiện nay nó mở cửa cho công chúng tham quan các ngày trong tuần từ thứ 2 đến 7.